# Matt Smith (fotbollsspelare)
Mathieu "Matt" James Smith, född 7 juni 1989 i Birmingham, England, är en engelsk professionell fotbollsspelare (anfallare) som spelar för Millwall.

## Karriär
Matt Smith  började sin fotbollskarriär i Redditch United och har bland annat spelat för Oldham Athletic innan han skrev kontrakt med Leeds inför säsongen 2013/2014.
Den 31 januari 2017 värvades Smith av Queens Park Rangers, där han skrev på ett 3,5-årskontrakt. Den 1 juli 2019 värvades Smith av Millwall.